# تيموثي ترومان
تيموثي ترومان (بالإنجليزية: Timothy Truman) (9 فبراير 1956، غاولي بريدج في الولايات المتحدة)؛ كاتب سيناريو وروائي أمريكي. درس في جامعة وست فرجينيا.

## روابط خارجية
- تيموثي ترومان على موقع IMDb (الإنجليزية)
- تيموثي ترومان على موقع ميوزك برينز (الإنجليزية)
- تيموثي ترومان على موقع ديسكوغز (الإنجليزية)